# Sharleen Spiteri
Sharleen Eugene Spiteri (Finnieston (Glasgow), 7 november 1967) is een Schotse singer-songwriter, die vooral bekend is geworden als frontvrouw van de Schotse poprockband Texas. In 2013 stond de teller van de albumverkoop van deze band op meer dan 35 miljoen.
In juli 2008 bracht ze haar eerste soloalbum uit, getiteld Melody. In maart 2010 volgde haar tweede soloalbum, The Movie Songbook. Beide albums deden het goed in de Engelse, Franse en Belgische albumlijsten.

## Biografie
Spiteri is geboren in Finnieston, een wijk van Glasgow, de grootste stad van Schotland. Haar vader speelde gitaar in zijn vrije tijd en haar moeder zong naast haar dagelijks werk. Spiteri is van Maltese, Italiaanse, Ierse en Duitse afkomst. In haar jonge jaren verhuisde het gezin naar Balloch (West Dunbartonshire), aan de oevers van het meer Loch Lomond. Ze ging naar het Vale of Leven Academy, in West Dunbartonshire. Ze werd kapper in Muirhead, North Lanarkshire, tot ze met Texas een professionele muziekcarrière begon.

## Carrière

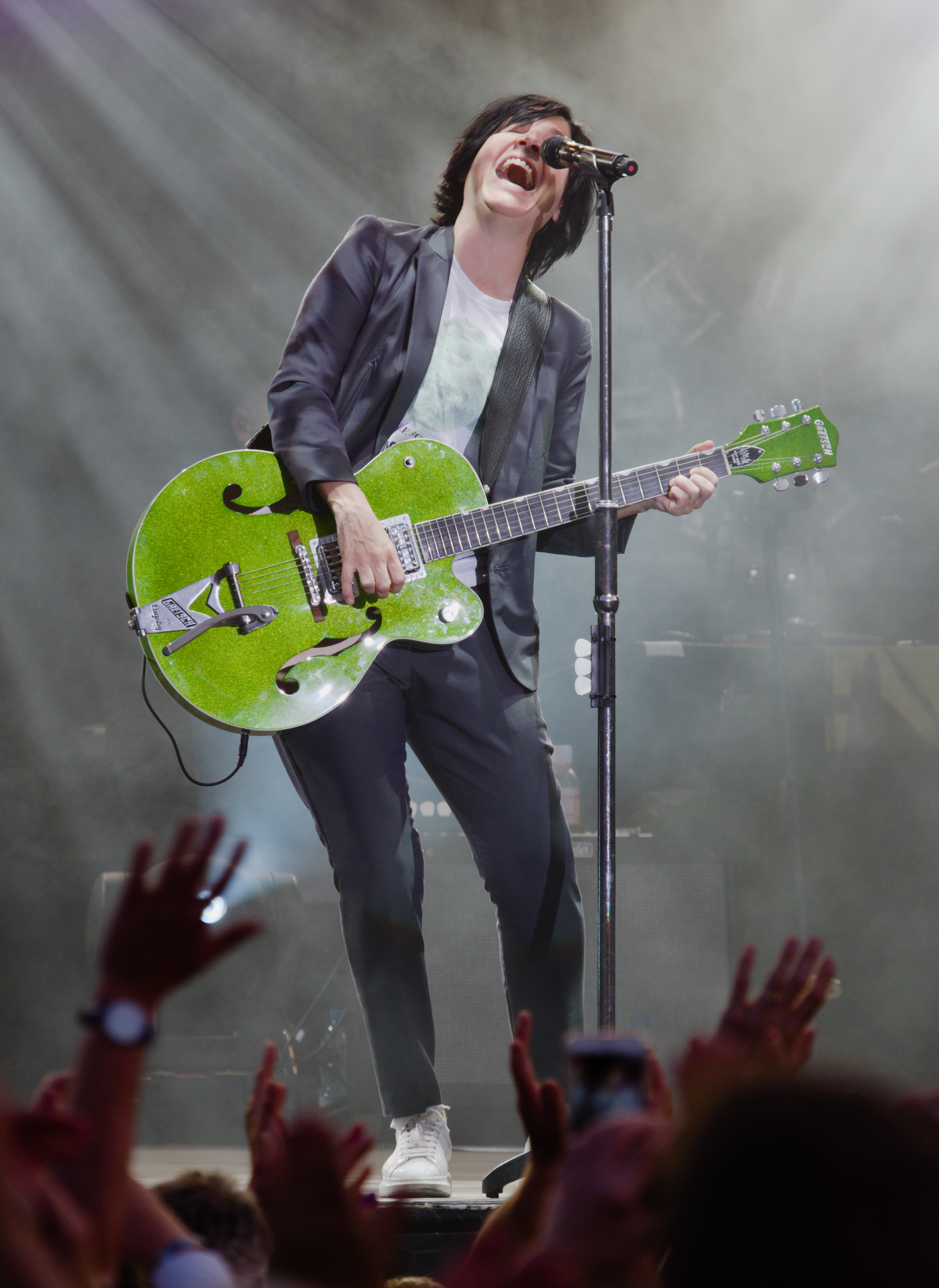

### Texas

#### Southsideen beginnend succes
Spiteri noemt als muzikale invloeden The Clash (volgens haar ook de reden waarom ze het liefst op een Fender Telecaster speelt) Blondie, Marvin Gaye,Prince en Diana Ross. In 1986 besloot ze met Johnny McElhone (bas) en Ally McErlaine (leadgitaar) een band te beginnen; ze lieten zich daartoe inspireren door een film uit 1984 van de Duitse filmregisseur en documentairemaker Wim Wenders, getiteld Paris, Texas.
In 1989 werd de ep Everyday Now uitgebracht onder het label Mercury Records. Naast drie studionummers, stonden er ook drie livenummers op, opgenomen in 1989 door KRO Radio in poptempel Paradiso Amsterdam.
In maart dat jaar werd hun debuutalbum Southside uitgebracht, eveneens op het label Mercury Records. Ook kwam hun debuutsingle I Don't Want A Lover uit, waarmee ze hun eerste internationale succes behaalden. In Nederland kwam de single niet verder dan de Tipparade.
Het album Southside behaalde in thuisland Engeland de derde plaats in de UK Albums Chart. In Nederland bereikte het de zestiende positie in de Album Top 100. In totaal werden er wereldwijd twee miljoen exemplaren verkocht van Southside.
Opvolger Mothers Heaven (1991) verkocht beduidend minder goed, net als de singles van het album. Toch bereikte het de 32ste plek in de UK Albums Chart. In Nederland bereikte het album de 34ste plek in de Album Top 100. Na het album werd een single uitgebracht, een cover van Al Green's nummer Tired of Being Alone. Ironisch genoeg werd de single, die niet op het album staat, een groter succes dan het album Mothers Heaven en de singles van het album.
In 1993 kwam Texas met het album Ricks Road, dat beter verkocht dan zijn voorganger; het bereikte de 18de plek in de UK Albums Chart. In Nederland bereikte het de vijftigste plek in de Album Top 100, en was dus succesvoller dan Mothers Heaven.

#### White on Blondeen de internationale doorbraak
Het echte succes kwam in 1997 met het album White on Blonde, het bereikte in Engeland de nummer een positie. Het behaalde in Engeland zes keer platina, goed voor 1,8 miljoen verkochte albums. In Nederland stond de plaat 36 weken in de Album Top 100 en bereikte het de 23ste positie. De eerste single van het album, Say What You Want werd hun best verkopende single ooit. Er wordt een remix van Say What You Want opgenomen met Method Man van de rapformatie Wu-Tang Clan. White On Blond wordt vermeld in de lijst van beste albums van de jaren negentig, en uit de beste albums uit 1997, door de lezers van Q Magazine.
Ook met de daaropvolgende albums The Hush (1999), nummer een positie en drie keer platina in Engeland, werd het succes voortgezet.

#### The Greatest Hitsen aanhoudend succes
In 2000 werd een Greatest Hits-album uitgebracht en werd wederom een groot succes.
Het bereikte nummer 1-positie in Engeland. Het werd zes maal platina en werd 1,8 miljoen keer verkocht. Het bereikte nummer zestien in de Nederlandse Album Top 100. In de clip van de tweede single van het album Inner Smile wordt een hommage aan Elvis Presley gebracht, waarbij Spiteri is uitgedost in een leren outfit. Van de single Inner Smile zijn drie versies uitgebracht, de standaard singleversie met extra nummers, dan een afwijkende met de nummers (onder andere een live-versie van Across The Universe van John Lennon, met de Jools Holland en zijn Rhythm & Blues Orchestra, en een derde versie werd alleen in Nederland uitgebracht.
In 2003 volgt het zesde studioalbum van de band, Careful What You Wish For. Het bereikte de gouden status, voor het verkopen van meer dan 100.000 exemplaren. Er werden twee singles uitgebracht van het album, de eerste Carnival Girl bereikte de nummer negen  in de UK Singles Chart, de tweede single I'll See It Through behaalde niet het succes, en werd er daarom besloten om geen derde single uit te brengen.
In 2005 verscheen het zevende studioalbum genaamd Red Book, de singles Getaway (de tiende single van de band na het uitbrengen van I Don't Want a Lover), Can't Resist en Sleep waren opnieuw succesvol. In het nummer Sleep is de zanger Paul Buchanan van de Schotse band The Blue Nile te horen.

#### The BBC Sessionsalbum en rustpauze
Op 24 september 2007 verscheen The BBC Sessions. Het is een verzameling van 24 nummers opgenomen tijdens radiosessies bij de BBC Radio tussen 1989 en 2003. Behalve eigen nummers brengen ze een aantal covers van onder andere Elmore James, The Beatles en Ashford & Simpson. Na dit album was het een tijd stil rond de band, mede omdat bandlid van het eerste uur Ally McErlaine een hersenbloeding kreeg in 2009. De bandleden legden zich toe op eigen projecten.

#### Comeback,The Conversation,Texas 25en "Jump On Board"
Na het herstel van McErlaine kwam de band weer bij elkaar en ging in 2011 weer op tournee. In februari 2013 maakte Texas bekend dat ze een nieuw platencontract hadden gesloten, ditmaal bij PIAS Recordings. In mei verscheen het comebackalbum The Conversation, acht jaar na het laatst verschenen studioalbum Red Book. Het album deed het vooral goed in België, Frankrijk en thuisland Engeland. Er kwamen drie singles van het album, The Conversation, Detroit City en Dry Your Eyes.
In 2015 werd het 25-jarig jubileum gevierd met een nieuw album met muzikale hoogtepunten, Texas 25. Het album bevat acht hits, onder handen genomen door de Soul-producers van het platenlabel Truth & Soul, aangevuld met vier nieuwe nummers. Het verscheen op 16 februari 2015 in drie versies, waaronder een cd-box, met het album op cd-dubbelalbum en rood vinyl, een boek van 80 pagina's en artwork in kleur van Spiteri. De eerste single Start a Family verscheen op zes januari 2015 online.
Op 21 April 2017 verscheen het nieuwe studioalbum van Texas Jump On Board op cd en vinyl, de eerder dat jaar verschenen nieuwe single van het album heet 'Let's Work It Out'.

#### "Southside 30th anniversary" , de''Southside EP's''en "Hi"
In 2020 was de "Southside 30th anniversary" tour gepland, vanwege de Covid-19 uitbraak werden de data van de tour verplaatst, ook de twee data in Nederland werden verplaatst 
naar maandag 21 december 2020 in Paradiso Amsterdam, en dinsdag 22 december in De Oosterpoort Groningen.
Op 28 februari 2020 werd op de sociale mediakanalen van de band aangekondigd dat er in het najaar, in navolging van de geplande tour, een nieuw album zal verschijnen, genaamd 'Hi'. 
Toen de band op 27 juli 2020 hun instagram kanaal lanceerden, was het eerste dat ze postten een teaser van het nieuwe album.
Op 31 juli 2020 werden er twee digitale ep's aangekondigd, te verschijnen op elf september 2020. 
Ten eerste Southside Demos,opgenomen in 1987, en de tweede is Southside Covers, wat opnames bevat van hun legendarische optreden in Paradiso (Amsterdam) in 1989.
Ook werd op 31 juli de eerste single van de ep Southside Demos uitgebracht, namelijk een speciale remix van I Don't Want a Lover door Bernard Edwards van Chic. 
Op 7 augustus volgde de single I'll Never Forget (Demo), 14 augustus One Choice (Demo), 21 augustus Fight The Feeling (Demo), 28 augustus Tell Me Why (Demo) en op 4 september Your Only Future Is Promises (Demo) .
Op 28 mei 2021 verscheen het album "Hi", het tiende studio album van de band. Het werd in Engeland hun hoogst genoteerde album in de Britse albumhitlijst, na het succes van 'The Hush' in 1999, en werd nummer een in Schotland.
Van het album verschenen de single's HI , Mr.Haze , Moonstar , You Can Call Me , en Unbelievable.

### "The Muscle Shoals Sessions"
In februari 2024 kwam Texas met het nieuws dat er een nieuw album aankwam, wat verscheen op 29 maart 2024 onder de titel "The Muscle Shoals Sessions". Het is een samenwerking met Spooner Oldham, en op genomen in de legendarische FAME Studios, in Muscle Shoals, Alabama.

## Soloalbums en samenwerkingen

### Soloalbums

#### Melody
Na het album Red Book besloot Spiteri het solo te proberen, dus in 2008 verscheen Melody. Het album is geproduceerd door Spiteri zelf, in samenwerking met Bernard Butler. Johnny McElhone speelt ook mee op het album, en heeft het merendeel van de nummer samen met Spiteri geschreven. Het album kreeg de Gouden status toen het meer dan 100.000 exemplaren verkocht.
Het album bereikte de eerste plek in de UK Albums Chart. De eerste single was All The Time I Cried, dat uitkwam op 7 juli 2008 en de 26ste positie in UK Singles Chart bereikte. Op 6 oktober 2008 verscheen de volgende single Stop, I Don't Love You Anymore, dat geen hitnotering opleverde. Toch verscheen er een derde single, It Was You, op 1 december 2008.
Een vierde single van het album, Don't Keep Me Waiting, was alleen uitgebracht in Zwitserland en bereikte daar nummer 78 in de Single Charts. Ook werd het nummer Don't Keep Me Waiting gebruikt in Soundtrack, het laatste seizoen van de Amerikaanse dramaserie The L Word.

#### The Movie Songbook
Op 1 maart 2010 verscheen haar tweede soloalbum, The Movie Songbook. Op het album staan 13 popnummers uit bekende films, en zelf was ze zeer tevreden hoe de nummers uiteindelijk geworden zijn. Het nummer waar het album mee opent is Xanadu van de gelijknamige film. Het nummer werd in februari 2010 als enige single van het album uitgebracht. Ook stonden er nummers op als Oh, pretty woman oorspronkelijk van Roy Orbison uit de film Pretty Woman en The Sound of Silence van Simon & Garfunkel uit de film The Graduate.
Naast de gewone release van het album, kwam er een limited edition op de markt, met een bonus-cd, en een 7-inch vinylsingle van Xanadu, verpakt in een stalen box.
Het album klom naar de 13de positie in de UK Albums Chart. In Nederland deed het album vrij weinig. Ook de single behaalde geen hoge verkoopcijfers. Het album werd geproduceerd door de producer Phil Ramone. Ter promotie van het album deed Spiteri het voorprogramma van Paul McCartney, toen hij tijdens zijn Up and Coming Tour stadion Hampden Park aandeed.

### Achtergrondzang, televisieprogramma's en goede doelen

#### Achtergrondvocalen
De zanger van de eveneens Schotse rockband Gun, Mark Rankin, is een neef van Sharleen.
In 1989 was Spiteri te horen als achtergrondzangeres in een aantal nummers op het debuutalbum van de band, Taking On the World.
Ook op het tweede album van Gun, Gallus uit 1992, is ze te horen als achtergrondzangeres.
In 1995 was ze als achtergrondzangeres te horen op het album Tomorrow the green grass van de Amerikaanse countryrockband The Jayhawks. Ze is te horen in het nummer Bad Time.
In 2002 zong ze de vocalen in voor het nummer Nothing 2 Prove van de Amerikaanse house-dj en producer Roger Sanchez. De tekst van het nummer werd geschreven door Spiteri en Johnny McElhone. Het wordt echter geen hit.
In 2005 verzorgde ze de achtergrondzang op het album Rosenrot van de Duitse metalband Rammstein; ze is te horen op het nummer Stirb Nicht Vor Mir.

#### Televisieoptredens
Vanaf 1997 was Spiteri, al dan niet met Texas, menigmaal te zien in het Britse televisieprogramma Later with Jools Holland, het muziekprogramma van Jools Holland. Op 15 november 1997 was Texas voor het eerst te zien in het programma, daarna verschenen ze er tussen 1998 en 2003 nog vier keer in. Spiteri was ook twee keer solo te zien.
In 2006 was Texas te gast bij het jaarlijks terugkerend muziekfestival Night of the Proms, in het Sportpaleis in Antwerpen.
Op 26 juni 2008 was ze te gast bij Graham Norton in zijn Graham Norton Show.
Op 25 oktober 2008 was ze te zien bij The BBC Radio 2 Electric Proms, gepresenteerd door Bee Gees-zanger Robin Gibb, als bijzondere gast.
In 2010 was ze voor één seizoen te zien bij de Britse versie van X-Factor, Must Be the Music, als jurylid. Het programma werd uitgezonden door de televisiezender Sky1 en in januari 2011 stopgezet vanwege de lage kijkcijfers.
Op 12 juni 2011 trad Spiteri op in het televisieprogramma Popstar to Operastar, waar ze een versie van Say What You Want ten gehore bracht.
Ook in 2011 was zij op de Franse en Belgische televisie te zien bij de Franse versie van X-Factor, als zangcoach.
in 2016 was ze te zien het Britse autoprogramma Top Gear, samen met Seasick Steve en Tinie Tempah.
In 2019 was ze te gast in de tv mini series 'Made in Scotland' van Billy Connolly uitgezonden op de BBC. 

#### Goede doelen
Spiteri is een beschermvrouwe voor de goede-doelenorganisatie CLIC Sargent (Cancer and Leukaemia in Childhood), die gezinnen met kinderen met kanker bijstaat.

## Privé
Spiteri had tot 2004 een langdurige relatie, waaruit in 2002 een dochter werd geboren. In september 2018 trouwde ze met ster-chef-kok Bryn Williams in Llandyrnog, Noord-Wales. Ze droeg een trouwjurk ontworpen door Stella McCartney.

## Discografie

### Soloalbums
| Jaar | Album              | Label   |
| ---- | ------------------ | ------- |
| 2008 | Melody             | Mercury |
| 2010 | The Movie Songbook | Mercury |

### Solosingles
| Jaar | Titel                                           | Label   | Album              |
| ---- | ----------------------------------------------- | ------- | ------------------ |
| 2008 | "All the Times I Cried"                         | Mercury | Melody             |
| 2008 | "Stop, I Don't Love You Anymore"                | Mercury | Melody             |
| 2008 | "It Was You"                                    | Mercury | Melody             |
| 2008 | "Don't Keep Me Waiting" (alleen in Zwitserland) | Mercury | Melody             |
| 2010 | Xanadu                                          | Mercury | The Movie Songbook |

### met Roger Sanchez
| Jaar | Titel                                                  | Label    | Album         |
| ---- | ------------------------------------------------------ | -------- | ------------- |
| 2002 | Nothing 2 Prove (Roger Sanchez Feat. Sharleen Spiteri) | Defected | First Contact |

### Met Texas
| Jaar | Album                      | Label            |
| ---- | -------------------------- | ---------------- |
| 1989 | Everyday Now (ep)          | Mercury          |
| 1989 | Southside                  | Mercury, Vertigo |
| 1991 | Mothers Heaven             | Mercury, Vertigo |
| 1993 | Ricks Road                 | Mercury, Vertigo |
| 1997 | White on Blonde            | Mercury          |
| 1999 | The Hush                   | Mercury          |
| 2000 | The Greatest Hits          | Mercury          |
| 2003 | Careful What You Wish For  | Mercury          |
| 2005 | Red Book                   | Mercury          |
| 2007 | The BBC Sessions           | Universal        |
| 2013 | The Conversation           | PIAS             |
| 2015 | Texas 25                   | PIAS             |
| 2017 | Jump On Board              | BMG              |
| 2021 | Hi                         | BMG              |
| 2024 | The Muscle Shoals Sessions | BMG              |

### Dvd
| Jaar | Album        | Label   |
| ---- | ------------ | ------- |
| 2001 | Texas, Paris | Mercury |